# Paederus baudii
El escarabajo errante (Paederus baudii) es un coleóptero de la familia de los estafilínidos. Posee vesículas retráctiles anales que producen la secreción irritante a base de pederina que causa problemas en la piel de las personas. Se distribuye en Francia, Italia y Suiza.

## Características
La cabeza es negra, las antenas y las patas son amarillentas, mientras que el ápice del fémur es negro. El protórax es rojo. Los élitros son negros. El abdomen es negro, excepto por los primeros cuatro segmentos que son rojos. Estos insectos tienen una longitud de hasta 7.9 milímetros de largo. Su hábitat es muy variado, pero generalmente se encuentarn en las orillas de los estanques y prados pantanosos. Las larvas y los adultos depredan a pequeños insectos.